# Marcel Charvey
Marcel Charvey, né Marcel, Albert Bordinckx le 22 février 1916 à Marseille dans les Bouches-du-Rhône et mort le 21 août 1995 à Puteaux dans les Hauts-de-Seine, est un acteur français. Il fait partie de ces acteurs de second rôle familiers du public français dans les années 1960-1980, incarnant des personnages de bourgeois, père de famille, officier ou monsieur distingué, etc.

## Filmographie

### Cinéma
- 1932 : Bouton d'or d'Andrew F. Brunelle - court métrage -
- 1934 : Le Malade imaginaire de Jaquelux et Marc Merenda - moyen métrage -
- 1935 : Studio à louer de Jean-Louis Bouquet - moyen métrage -
- 1935 : La Route impériale de Marcel L'Herbier
- 1935 : Les Époux scandaleux de Georges Lacombe : Le bijoutier
- 1935 : Veille d'armes de Marcel L'Herbier
- 1935 : S.O.S ..10 grammes - court métrage, anonyme -
- 1936 : Aux jardins de Murcie de Max Joly et Marcel Gras
- 1937 : Claudine à l'école de Serge de Poligny : M. Duplessis
- 1939 : Descendons l'avenue de la grande armée de Max Joly - moyen métrage -
- 1941 : L'Embuscade de Fernand Rivers
- 1941 : Chèque au porteur de Jean Boyer
- 1942 : Mademoiselle Swing de Richard Pottier : Le barman
- 1942 : À vos ordres, Madame, de Jean Boyer
- 1946 : On ne meurt pas comme ça de Jean Boyer
- 1946 : Destins de Richard Pottier
- 1947 : Les Aventures de Casanova de Jean Boyer - Film tourné en deux époques -
- 1947 : Rendez-vous à Paris de Gilles Grangier - (M. Canet)
- 1947 : Le silence est d'or de René Clair : Le contrôleur
- 1947 : Coïncidences de Serge Debecque
- 1947 : Gonzague de René Delacroix - moyen métrage -
- 1948 : Mademoiselle s'amuse de Jean Boyer
- 1948 : La Dame d'onze heures de Jean Devaivre
- 1949 : Plus de vacances pour le bon dieu de Robert Vernay
- 1949 : Rendez-vous de juillet de Jacques Becker : Le pilote de l'avion
- 1949 : Le Roi Pandore d'André Berthomieu
- 1949 : Véronique de Robert Vernay
- 1949 : Vient de paraître de Jacques Houssin
- 1950 : Nous irons à Paris de Jean Boyer : Le directeur de la publicité
- 1950 : Branquignol de Robert Dhéry : le spectateur moustachu
- 1950 : Et moi j'te dis qu'elle t'a fait d'l'œil de Maurice Gleize : L'agent de l'étoile
- 1950 : Studio à louer de Jean-Louis Bouquet
- 1951 : Le Passe-Muraille de Jean Boyer : Le barman
- 1951 : Monsieur Leguignon lampiste de Maurice Labro
- 1951 : La Table-aux-crevés d'Henri Verneuil : Rambarde
- 1951 : ...Sans laisser d'adresse de Jean-Paul Le Chanois : un client du taxi
- 1952 : Les Belles de nuit de René Clair : un témoin du duel
- 1952 : Cent francs par seconde de Jean Boyer : un cheminot en grève
- 1952 : C'est arrivé à Paris d'Henri Lavorel : le maître d'hôtel
- 1952 : Le Trou normand de Jean Boyer : l'automobiliste snob
- 1952 : La Jeune Folle d'Yves Allégret : un policier
- 1953 : Ma petite folie de Maurice Labro : Romio Carles
- 1954 : Après vous, duchesse de Robert de Nesle
- 1954 : Leguignon guérisseur de Maurice Labro : l'avocat général
- 1954 : Le Vicomte de Bragelonne de Fernando Cerchio
- 1954 : Papa, maman, la bonne et moi... de Jean-Paul Le Chanois : l'homme « qui sent le veau froid »
- 1954 : Nana de Christian-Jaque : le créancier
- 1954 : Votre dévoué Blake de Jean Laviron : Laurent
- 1954 : Le Guérisseur d'Yves Ciampi : un magnétiseur
- 1955 : Cette sacrée gamine de Michel Boisrond : Louis Dubray
- 1955 : Villa sans souci de Maurice Labro : Gilbert Boucherolles
- 1956 : L'inspecteur connaît la musique, de Jean Josipovici : Édouard, le barman
- 1956 : Et par ici la sortie de Willy Rozier : Gaëtan
- 1956 : Pitié pour les vamps de Jean Josipovici : Marcel-Marcel
- 1956 : Une gosse sensass de Robert Bibal : le journaliste
- 1957 : Une parisienne de Michel Boisrond : un mauvais garçon
- 1957 : Le Colonel est de la revue de Maurice Labro
- 1959 : Brigade des mœurs de Maurice Boutel : le « prince », chef de la traite des blanches
- 1959 : Business de Maurice Boutel : Ludovic
- 1960 : La Famille Fenouillard d'Yves Robert
- 1961 : Le cave se rebiffe de Gilles Grangier : le médecin
- 1961 : Le Président de Henri Verneuil : un journaliste au Parlement
- 1961 : Les lions sont lâchés d'Henri Verneuil : un ami de Didier
- 1961 : Le Rendez-vous de minuit de Roger Leenhardt
- 1963 : Strip-tease de Jacques Poitrenaud
- 1963 : Un mari à prix fixe de Claude de Givray : Maître Luxeuil
- 1964 : Le Majordome de Jean Delannoy : un maître d'hôtel
- 1964 : Patate de Robert Thomas : M. de Baylac
- 1964 : Du grabuge chez les veuves de Jacques Poitrenaud : un C.R.S à Orly
- 1964 : Coplan prend des risques de Maurice Labro
- 1964 : Un monsieur de compagnie de Philippe de Broca : le mari trompé
- 1965 : Les Baratineurs de Francis Rigaud - (Dardaillan)
- 1965 : De l'assassinat considéré comme un des beaux-arts de Maurice Boutel
- 1965 : La Métamorphose des cloportes de Pierre Granier-Deferre : un visiteur de la galerie
- 1965 : Paris au mois d'août de Pierre Granier-Deferre
- 1965 : La Tête du client de Jacques Poitrenaud : un joueur de roulettes
- 1966 : Belle de jour de Luis Buñuel : le professeur Henri
- 1966 : La Malédiction de Belphégor de Georges Combret et Jean Maley
- 1966 : Un milliard dans un billard de Nicolas Gessner : Ducret, un membre du club de billard
- 1966 : A 077 défie les tueurs - "A 077 sfida ai killers"  d'Antonio Margheriti : Coleman
- 1967 : Nathalie, l'amour s'éveille de Pierre Chevalier
- 1968 : Le Cerveau de Gérard Oury et Claude Clément : un complice
- 1969 : Les Gros Malins de Raymond Leboursier : le journaliste de télévision
- 1969 : Le Bal du comte d'Orgel de Marc Allégret : l'ambassadeur
- 1970 : La Promesse de l'aube (Promise at Dawn) de Jules Dassin : un officier
- 1970 : Heureux qui comme Ulysse d'Henri Colpi : Léon
- 1972 : L'Archisexe de Patrice Rhomm : le professeur Mayenstein
- 1972 : La Belle Affaire de Jacques Besnard : M. Grandier
- 1973 : Avortement clandestin ! de Pierre Chevalier : le premier docteur
- 1974 : Des filles expertes en jeux clandestins de Guy Maria : le comte de Beaupré
- 1978 : L'Amour en question d'André Cayatte : le meilleur ami de Philippe Dumais
- 1979 : Photos scandale de Jean-Claude Roy : Jonathan Sovalos
- 1979 : Comme une femme de Christian Dura : le père d'Olivier
- 1980 : Bobo la tête de Gilles Katz

### Télévision
- 1960 : Rouge  d'André Leroux
- 1960 : Le Temps des copains de Jean Canolle et Robert Guez: le professeur
- 1962 : L'inspecteur Leclerc enquête de Claude Barma, épisode : Ma femme est folle
- 1963 : Thierry la Fronde de Robert Guez : le duc de Kent
- 1964 : La caméra explore le temps : le colonel Danvignes
- 1964 : L'Abonné de la ligne U de Yannick Andréi : Villeneuve, le directeur de l'hôtel
- 1965 : Le Bonheur conjugal de Jacqueline Audry
- 1966 : En votre âme et conscience, épisode : La Carte de visite de  Pierre Nivollet
- 1967 : Saturnin Belloir de Jacques-Gérard Cornu
- 1967 : Les Cinq Dernières Minutes, épisode Un mort sur le carreau de Roland-Bernard
- 1967 : Vidocq de Marcel Bluwal
- 1967 : Salle n° 8 de Robert Guez et Jean Dewever : Monsieur Badel (ép. 1, 4, 44, 45)
- 1968 : Les Demoiselles de Suresnes, série de Pierre Goutas
- 1969 : Que ferait donc Faber ? (série) réal. par  Dolorès Grassian
- 1969 : Fortune d'Henri Colpi
- 1971 : Les Nouvelles Aventures de Vidocq de Marcel Bluwal : le comte d'Artois
- 1972 : Schulmeister, espion de l'empereur de Jean-Pierre Decourt : le colonel Soulié
- 1972 : Les Rois maudits, feuilleton télévisé de Claude Barma : Mathieu de Trye
- 1973 : Les Enquêtes du commissaire Maigret, épisode : Maigret et le corps sans tête de Marcel Cravenne
- 1974 : Une affaire à suivre d'Alain Boudet
- 1974 : La Passagère d'Abder Isker
- 1975 : Pilotes de courses, série télévisée de Robert Guez : un officiel
- 1976 : Minichronique de René Goscinny et Jean-Marie Coldefy, épisode Les Gaffes : Lamballe, le cocu
- 1978 : Les Amours sous la Révolution : Les Amants de Thermidor de Jean-Paul Carrère
- 1980 : La Vie des autres (segment Le Scandale en 10 épisodes) série télévisée de Jean-Pierre Desagnat : Draycott
- 1980 : Arsène Lupin joue et perd, série d’Alexandre Astruc

#### Au théâtre ce soir
- 1966 : Chérie noire de François Campaux, mise en scène de l'auteur, réalisation Pierre Sabbagh, Théâtre Marigny - Robert
- 1966 : La Prétentaine de Jacques Deval, mise en scène Robert Manuel, réalisation Pierre Sabbagh, Théâtre Marigny - Ferboise
- 1967 : Monsieur Le Trouhadec saisi par la débauche de Jules Romains, mise en scène Robert Manuel, réalisation Pierre Sabbagh, Théâtre Marigny - Le monsieur distingué
- 1968 : Liberté provisoire de Michel Duran, mise en scène Robert Manuel, réalisation Pierre Sabbagh, Théâtre Marigny - Faugaret
- 1969 : La Perruche et le Poulet de Robert Thomas, mise en scène de l'auteur, réalisation Pierre Sabbagh, Théâtre Marigny - Me Rocher
- 1969 : La Nuit du 9 mars de Jack Roffey et Gordon Harbord, adaptation Roger Féral, mise en scène Henri Soubeyran, réalisation Pierre Sabbagh, Théâtre Marigny -  Le Docteur Bartok
- 1970 : Les croulants se portent bien de Roger Ferdinand, mise en scène Robert Manuel, réalisation Pierre Sabbagh, Théâtre Marigny -  Émile Cadeau
- 1972 : Histoire d'un détective de Sidney Kingsley, mise en scène Jean Meyer, réalisation Pierre Sabbagh, Théâtre Marigny -  Giacopetti
- 1973 : Marie-Octobre de Jacques Robert, Julien Duvivier, Henri Jeanson, mise en scène André Villiers, réalisation Georges Folgoas, Théâtre Marigny - Renaud-Picard, l'industriel
- 1974 : Madame Sans Gêne de Victorien Sardou et Émile Moreau, mise en scène Michel Roux, réalisation Georges Folgoas, Théâtre Marigny - Duroc
- 1974 : Le Procès de Mary Dugan de Bayard Veiller, mise en scène André Villiers, réalisation Georges Folgoas, Théâtre Marigny - Le juge Nash
- 1975 : Il était une gare de Jacques Deval, mise en scène Jacques Mauclair, réalisation Pierre Sabbagh, Théâtre Édouard VII - Igunesco
- 1978 : Le Locataire du troisième sur la cour de Jerome K. Jerome, mise en scène André Villiers, réalisation Pierre Sabbagh, Théâtre Marigny - Le major Tompkins
- 1979 : Beau-fils et fils de Raoul Praxy, mise en scène Christian Duroc, réalisation Pierre Sabbagh, Théâtre Marigny - Beaufils

## Théâtre
- 1947 : Mort ou vif de Max Régnier, mise en scène Christian-Gérard, Théâtre de l'Étoile
- 1948 : Bourvil, joue… chante… et danse, Théâtre des Célestins
- 1953 : Ces messieurs de la Santé de Paul Armont et Léopold Marchand, Théâtre de Paris
- 1954 : Pampanilla de Paul Nivoix, mise en scène Jacques-Henri Duval, Gaîté Lyrique
- 1957 : La Prétentaine de Jacques Deval, mise en scène Robert Manuel, Théâtre des Ambassadeurs
- 1958 : Chérie noire de François Campaux, mise en scène Jacques Charon, Théâtre Michel
- 1959 : Chérie noire de François Campaux, mise en scène Jacques Charon, Théâtre des Bouffes-Parisiens
- 1959 : La Dame aux camélias d’Alexandre Dumas Fils, Théâtre de Paris
- 1960 : Un garçon d'honneur d'Antoine Blondin et Paul Guimard d'après Le Crime de Lord Arthur Saville d'Oscar Wilde, mise en scène Claude Barma, Théâtre Marigny
- 1960 : Le Jeu des dames opérette d'Albert Willemetz et Georges Manoir, mise en scène Henri Soubeyran, Théâtre Moderne
- 1960 : Monsieur Corbillon veut rompre en beauté de César Santelli, mise en scène Boris Perzoff, Conservatoire national supérieur d'art dramatique
- 1961 : La Nuit du 9 mars de Roger Féral, mise en scène Henri Soubeyran, Théâtre des Ambassadeurs
- 1961 : L'Express-liberté de Lazare Kobrynski, mise en scène de l'auteur, Odéon-Théâtre de France
- 1962 : Les croulants se portent bien de Roger Ferdinand, mise en scène Robert Manuel, Théâtre Michel
- 1962 : La Contessa ou la Volupté d'être de Maurice Druon, mise en scène Jean Le Poulain, Théâtre de Paris
- 1964 : Le Procès de maitre Ferrari de Frédéric Valmain et Jean Rebel, mise en scène Maurice Guillaud, Théâtre Charles de Rochefort
- 1966 : La Perruche et le Poulet de Robert Thomas d'après Jack Popplewell, mise en scène de l'auteur, Théâtre du Vaudeville
- 1966 : La Prétentaine de Jacques Deval, mise en scène Robert Manuel, Théâtre Marigny
- 1969 : Le Misanthrope de Molière, mise en scène Jean Meyer, Théâtre des Célestins
- 1971 : Six personnages en quête d'auteur de Luigi Pirandello, mise en scène Jean Meyer, Théâtre des Célestins
- 1972 : Histoire d'un détective de Sidney Kingsley, mise en scène Jean Meyer, Théâtre des Célestins
- 1973 : Madame Sans Gêne de Victorien Sardou et Emile Moreau, mise en scène Michel Roux, Théâtre de Paris
- 1976 : La Dame de chez Maxim de Georges Feydeau, mise en scène Jean Meyer, Théâtre des Célestins
- 1977 : La Dame de chez Maxim de Georges Feydeau, mise en scène Jean Meyer, Théâtre des Célestins
- 1977 : Les Femmes savantes de Molière, mise en scène Jean Meyer, Théâtre des Célestins
- 1979 : Le Voyage de monsieur Perrichon de Eugène Labiche, mise en scène Jean Meyer, Théâtre des Célestins
- 1985 : Un coq en pâte de Jean Meyer, mise en scène de l'auteur,  Théâtre des Célestins